# Anmitsu
Anmitsu (餡蜜, あんみつ) é uma popular sobremesa japonesa.

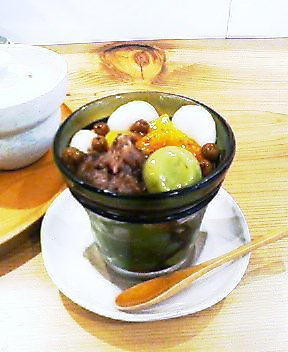
Shiratama Anmitsu.

É feita de pequenos cubos de ágar, uma espécie de alga, servido em uma tigela com uma massa doce fervida de feijão-azuqui ou anko (daí o an de anmitsu) e frutas variadas. As frutas incluem bolinhas de melão, laranjas em conserva, pedaços de abacaxis, frutas enlatadas e morangos, embora possam variar de estação a estação, dependendo da disponibilidade.
O anmitsu vem geralmente com um pequeno pote de xarope preto doce, o mitsu (daí o mitsu de anmitsu), que se coloca por cima antes de comê-lo. Anmitsu é comido geralmente com uma colher.
Há variações dessa sobremesa. Mitsumame, por exemplo, é um anmitsu sem pasta de feijão, o mame significando que os feijões são servidos com o xarope e o anko, preferivelmente. O Shiratama, por sua vez, inclui bolinhos de arroz (dango) como cobertura. Outra variação inclui sorvete de creme ou de matcha.